# Annette Pehnt
Annette Pehnt, née le 25 juillet 1967 à Cologne, est une écrivaine et spécialiste de la littérature allemande.

## Biographie
Annette Pehnt obtient son diplôme d'études secondaires en 1986 et travaille ensuite bénévolement comme travailleuse sociale à Belfast (Irlande du Nord). Par la suite elle vit et travaille également en Écosse pendant un an. Elle étudie l'anglistique, les études celtiques et germaniques dans les universités de Cologne, Galway, Berkeley et Fribourg-en-Brisgau. En 1997, elle obtient un doctorat à l'Université de Fribourg avec une thèse sur la littérature irlandaise,.
Elle est professeure de création littéraire et de journalisme culturel à l'Université de Hildesheim,.
Elle est membre du Pen club allemand.
Annette Pehnt publie des œuvres dans des genres variés : roman, roman épistolaire, roman en vers, nouvelle, essai, dictionnaire, littérature de jeunesse, ... Elle reçoit de multiples récompenses depuis le début de sa carrière.

## Œuvres
- (de) Annette Pehnt, John Steinbeck, Munich, Deutscher Taschenbuch Verlag, 1998 (ISBN 3-423-31010-3)
- (de) Annette Pehnt, Mad Sweeney. Aneignung und Transformation eines mittelalterlichen Stoffes in der modernen irischen Literatur, Trèves, Wissenschaftlicher Verlag Trier, coll. « Schriftenreihe Literaturwissenschaft » (no 46), 1999 (ISBN 3-88476-352-0)
- (de) Annette Pehnt, Ich muß los. Roman, Munich, Piper, 2001 (ISBN 3-492-23609-X)
- (de) Annette Pehnt, Insel 34. Roman, Munich, Piper, 2003 (ISBN 3-492-24336-3)
- (de) Annette Pehnt, Haus der Schildkröten. Roman, Piper, Munich, 2006 (ISBN 3-492-04938-9)
- (de) Annette Pehnt, Mobbing. Roman, Munich, Piper, 2007 (ISBN 978-3-492-05070-8)
- (de) Annette Pehnt, Man kann sich auch wortlos aneinander gewöhnen das muss gar nicht lange dauern. Erzählungen., Munich, Piper, 2010 (ISBN 978-3-492-05374-7)
- (de) Annette Pehnt, Hier kommt Michelle. Ein Campusroman, Band 1. Roman, Fribourg-en-Brisgau, Jos Fritz Verlag, 2010 (ISBN 978-3-928013-54-3)
- (de) Annette Pehnt, Chronik der Nähe. Roman, Munich, Piper, 2012 (ISBN 978-3-492-05506-2)
- (de) Annette Pehnt, Lexikon der Angst, Munich, Piper, 2013 (ISBN 978-3-492-05613-7)
- (de) Annette Pehnt, Friedemann Holder et Michael Staiger, Die Bibliothek der ungeschriebenen Bücher., Munich, Piper, 2014 (ISBN 978-3-492-05633-5)
- (de) Annette Pehnt, Briefe an Charley. Briefroman, Munich, Piper, 2015 (ISBN 978-3-492-05728-8)
- (de) Annette Pehnt, Lexikon der Liebe, Munich, Munich, 2017 (ISBN 978-3-492-05720-2)
- (de) Annette Pehnt, Mein Amrum, Hambourg, Mare Verlag, 2019 (ISBN 978-3-86648-293-7)
- (de) Annette Pehnt, Alles was Sie sehen ist neu. Roman, Munich, Piper, 2020 (ISBN 978-3-492-07010-2)
- (de) Annette Pehnt (ill. Felicitas Horstschäfer), Book Rebels: 75 Heldinnen aus der Literatur, Munich, Carl Hanser Verlag, 2021 (ISBN 978-3-446-27132-6)[9]
- (de) Annette Pehnt, Die schmutzige Frau, Munich, Piper, 2023 (ISBN 978-3-492-07107-9)

## Livres pour enfants
- (de) Annette Pehnt, Der kleine Herr Jakobi, Munich, Piper, 2005 (ISBN 3-492-04780-7)
- (de) Annette Pehnt, Rabea und Marili, Hambourg, Carlsen, 2006 (ISBN 3-551-55412-9)
- (de) Annette Pehnt, Annika und die geheimnisvollen Freunde, Hambourg, Hambourg, 2007 (ISBN 978-3-551-55497-0)
- (de) Annette Pehnt, Brennesselsommer, Hambourg, Carlsen, 2012 (ISBN 978-3-646-92198-4)
- (de) Annette Pehnt, Der Bärbeiß, Munich, Hanser, 2013 (ISBN 978-3-446-24307-1)
- (de) Annette Pehnt, Der Bärbeiß – Herrlich miese Tage, Munich, Hanser, 2015 (ISBN 978-3-446-24750-5)
- (de) Annette Pehnt, Alle für Anuka, Munich, Hanser, 2016 (ISBN 978-3-446-25088-8)
- (de) Annette Pehnt, Hieronymus oder wie man wild wird, Munich, Hanser, 2021 (ISBN 978-3446-26952-1)

## Publications dans des revues littéraires
- (de) Annette Pehnt, « Morgen der Farbe nach. Über Ordnung und die Dinge aus Worten », BELLA triste, Hildesheim, no 25,‎ automne 2009 (ISSN 1618-1727)[10]

## Adaptation
- Mobbing. Téléfilm 2012, réalisé par Nicole Weegmann

## Prix et distinctions
- 2001 : Prix des femmes artistes du Land de Rhénanie du Nord-Westphalie[11]
- 2001 : Prix Mara Cassens pour Ich muß los[12]
- 2002 : Prix Ingeborg Bachmann, prix du jury[13]
- 2007 : Prix de la littérature jeunesse du Land de Rhénanie-du-Nord-Westphalie pour Rabea und Marili[14]
- 2008 : Prix Thaddäus Troll[15]
- 2009 : Prix Italo Svevo[16]
- 2011 : Chaire de poétique à l'Université de Bamberg[17]
- 2012 : Prix littéraire de Solothurn[18]
- 2012 : Prix littéraire Hermann Hesse[19]
- 2016 : Prix de la chaire de poésie Ricarda Huch[20]
- 2017 : Kulturpreis Baden-Württemberg[21]
- 2020 : Prix littéraire du Rheingau pour Alles was Sie sehen ist neu[22]
- 2023 : Prix littéraire Kranischstein : Grand prix de littérature allemande, pour l'ensemble de son œuvre et en particulier son roman Die schmutzige Frau[23]

## Littérature secondaire
- (de) Ada Bieber, Insel und Fremdheit in Annette Pehnts Roman «Insel 34» : Eine motivgeschichtliche Deutung, Francfort-sur-le-Main, Peter Lang Verlag, coll. « Europäische Hochschulschriften / European University Studies / Série 1: Langue et littérature allemandes », 2007 (ISBN 978-3-631-55764-8)